# Бакленд, Стефан
Стефан Бакленд (англ. Stéphan Buckland; род. 12 января 1977, Флореал, Маврикий) — легкоатлет, представляющий Маврикий и специализирующийся в беге на короткие дистанции. Вице-чемпион Игр Содружества 2006 года в беге на 200 метров, многократный призёр Чемпионата Африки.

## Карьера
Дебют на крупных международных соревнованиях Стефана Бакленда состоялся на Чемпионате мира 2001 года в Эдмонтоне, где он показал шестой результат в беге на 200 метров. Два года спустя на Чемпионате мира в Париже, он поднялся на пятое место. также в 2003 году показав хорошие результаты по ходу сезона он принял участие во Всемирном легкоатлетическом финале, где в забеге на 200 метров показал третий результат.
В 2004 году Стефан Бакленд представлял Маврикий на Олимпийских играх 2004 года в Афинах, где показал результат 20,24 с и занял шестое место. А во Всемирном легкоатлетическом финале-2004 снова финишировал третьим.
На Играх Содружества 2006 года в Мельбурне 2006 году с результатом 20,47 секунд финишировал вторым, уступив только Омару Брауну из Ямайки. На Чемпионате Африки в 2006 году также завоевал серебряную награду.
В 2008 году на Олимпийских играх 2008 года в Пекине Стефан Бакленд нес на церемонии открытия Олимпиады флаг Маврикия. В беге на 200 метров он пробился в полуфинал, но дальше не прошел и в итоге занял 12 место. Во Всемирном легкоатлетическом финале в 2008 году одержал победу на дистанции 200 метров.